# FTSE Italia Small Cap
Der FTSE Italia Small Cap ist ein Aktienindex der Mailänder Börse (Borsa Italiana). Es handelt sich um eine Zusammenfassung der kleineren italienischen Aktientitel (Small-Cap-Aktien), die derzeit 4 % der Kapitalisierung der italienischen Börse, 1 % des gesamten Tageswerts und 6 % der Gesamtkontrakte einer durchschnittlichen Sitzung ausmachen. Zusammen mit den Indizes FTSE MIB und FTSE Italia Mid Cap bildet er den aggregierten FTSE Italia All-Share-Index. Er wird von der britischen FTSE Group aufgelegt und berechnet. Per Ende 2024 waren 98 Unternehmen Bestandteil des Indexes.